# Анхуа

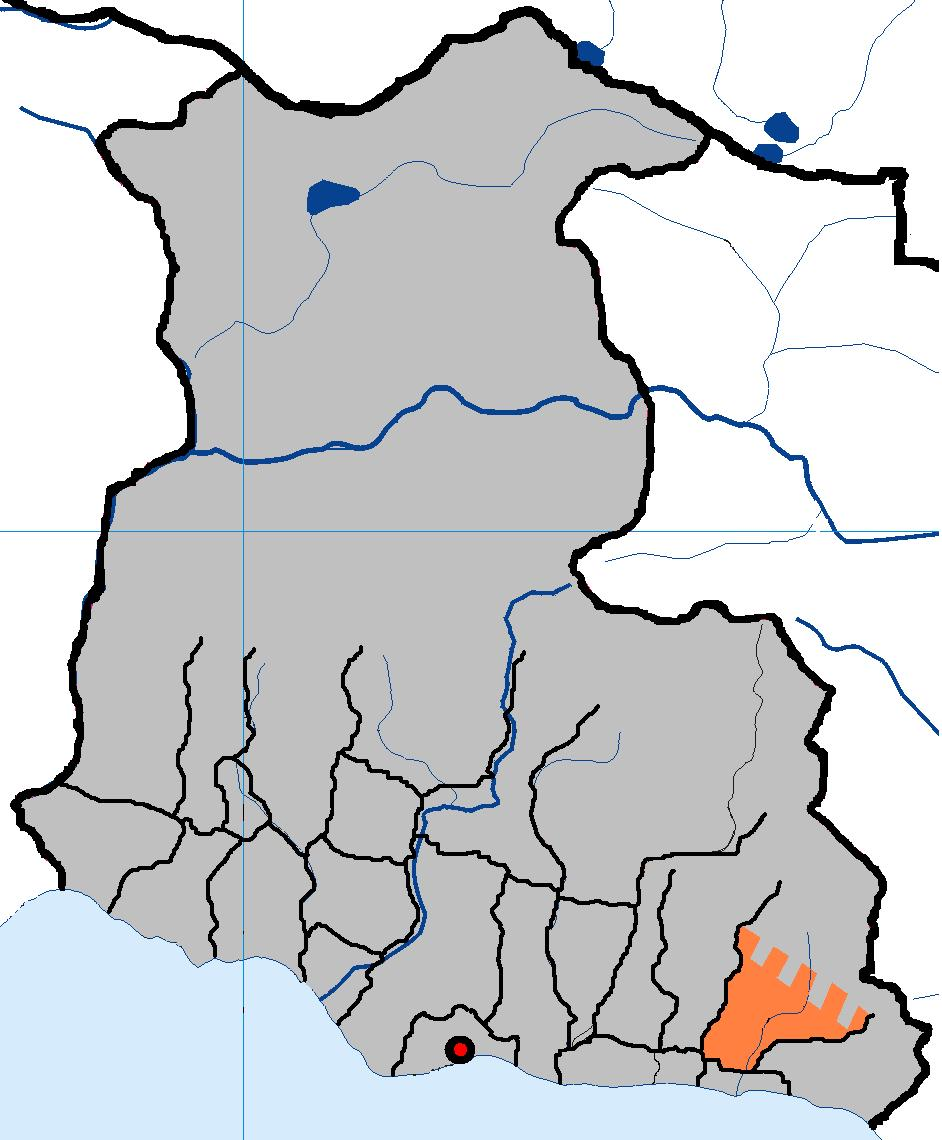
Расположение села Анхуа

Анхуа́ (абх. Анхәа) или Ану́хва (груз. ანუხვა) — село в Абхазии, в Гудаутском районе частично признанной Республики Абхазия, согласно административному делению Грузии — в Гудаутском муниципалитете Абхазской Автономной Республики. Расположено к востоку от райцентра Гудаута в предгорной полосе, с севера примыкает к городу Новый Афон.

## Границы
В административном отношении село является административным центром Анухвинской сельской администрации (абх. Анхәа ақыҭа ахадара), в прошлом Анухвинского сельсовета.
На севере границей Анхуа служит Бзыбский хребет, на востоке село граничит с Сухумским районом, на юго-востоке — с селом Псырдзха, на юге — с городом Новый Афон, на западе — с сёлами Арсаул и Мцара.

## История
Во второй половине XIX века Анхуа, как и другие восточные сёла Бзыбской Абхазии, пострадало от мухаджирства — насильственного выселения абхазского населения в Турцию — в большей степени, нежели селения, расположенные западнее. Из Анхуа были выселены все жители, и территория на некоторое время обезлюдела. В 1880-е годы здесь оседают армянские крестьяне из Турции. К концу XIX века части анухвинских абхазов удаётся вернуться на родину, и они снова поселяются в Анхуа. Оседает в селе также часть гумских абхазов, которым властями было запрещено селиться в местах исхода в Центральной Абхазии.
После установление советской власти Анхуа разделяется на 2 сельсовета по национальному признаку: Анухва-Абхазская и Анухва-Армянская. К середине XX века село вновь объединяется в один сельсовет.
До 1992 года село официально именовалось Анухва.
Историческое деление
Исторически подразделяется на 10 посёлков (абх. аҳабла):
- Абаахуда
- Агца
- Адзхапш (Анухва-Армянская)
- Акаламра (Галамут)
- Акуача
- Акуи
- Аудзха
- Аджматпара
- Бжилюа (Веселовка)
- Лашпсард

## Население
Население Анухвинского сельсовета по данным переписи 1989 года составляло 834 человека. Этнический состав — абхазы и армяне.
По данным переписи 1959 года в селе Анухва (Анхуа) проживало 678 человек, в основном армяне (в Анухвском сельсовете в целом — 1699 человек, в основном армяне и абхазы). По данным переписи 1989 года население Анухвского сельсовета составило 834 человека, в том числе села Анухва — 259 человек (в том числе 173 жителя в Армянской Анухве и 86 жителей в собственно Анухве), в основном армяне и абхазы. По данным переписи 2011 года численность населения сельского поселения (сельской администрации) Анхуа составила 393 жителя, из них 65,6 % — абхазы (258 человек), 23,7 % — армяне (93 человек), 9,7 % — русские (38 человек), 0,3 % — украинцы (1 человек), 0,3 % — греки (1 человек), 0,1 % — другие национальности (2 человека).
По данным переписи населения 1886 года в селении Анхуа проживало григориан — 316 челеловек. По сословному делению в Анхуа имелось 316 крестьян. Князей, дворян, представителей православного духовенства и «городских» сословий в Анхуа не проживало. Анхуа стало одним из первых армянских поселений в Абхазии.
| Год переписи          | Число жителей | Этнический состав                                         |
| --------------------- | ------------- | --------------------------------------------------------- |
| 1886                  | 316           | армяне 100 %                                              |
| 1926 Анухва-Абхазская | 1009          | абхазы 37,0 %; армяне 32,3 %; греки 22,2 %; русские 6,8 % |
| 1926 Анухва-Армянская | 1266          | армяне 89,0 %; греки 4,9 %; абхазы 2,0 %                  |
| 1959                  | 1699          | армяне, абхазы (нет точных данных)                        |
| 1989                  | 834           | армяне, абхазы (нет точных данных)                        |
| 2011                  | 393           | абхазы (65,6 %), армяне (23,7 %), русские (9,7 %)         |

## Достопримечательности
В селе находятся руины древнего храма Святого Георгия Победоносца и строения Иоанно-Предтеченского скита Ново-Афонского монастыря.